# CSS Virginia
El CSS Virginia fue el primer buque de guerra blindado de la Armada de los Estados Confederados, construido durante el primer año de la Guerra Civil Estadounidense. Fue construido como un ariete de casamata usando el reflotado casco del USS Merrimack que había sido parcialmente quemado y echado a pique para evitar su captura. Este buque blindado, participó en la Batalla de Hampton Roads en marzo de 1862 contra el USS Monitor.

## Descripción
Cuando los unionistas incendiaron el USS Merrimack en su retirada de Norfolk y Portsmouth en 1861, apenas podían imaginar que el Merrimack sería reflotado y convertido en el primer buque blindado de la armada confederada.
El Merrimack fue reconstruido en los astilleros Gosport de Portsmouth (Virginia), en el primer dique seco del país, con un recubrimiento de planchas de hierro y una estructura reducida extraída de su viejo casco quemado. Fue rehabilitado bajo el nombre de CSS Virginia el 17 de febrero de 1862.
Previendo que el blindaje de hierro haría inefectivo el fuego de artillería, el diseñador del Virginia dotó al barco de un espolón, un arma más propia de las galeras de la antigüedad y desconocida en los barcos contemporáneos.
A pesar de los grandes esfuerzos para terminarlo, el Virginia aún llevaba obreros a bordo en plena navegación y fue puesto en servicio sin las acostumbradas pruebas de mar y sin entrenamiento.

## El USSMerrimackse convierte en el CSSVirginia
Cuando el Estado de Virginia se separó de la Unión en 1861, una de las más importantes bases militares federales, el astillero Gosport (ahora Astillero Naval de Norfolk, en Portsmouth, Virginia), se veía amenazado por la gran probabilidad de que cayera en manos de las fuerzas confederadas. En consecuencia, una orden fue enviada para destruir la base antes que permitir que cayera en manos confederadas. Aunque se esforzaron en lograr el cometido, los federales no lograron su objetivo. Sólo la fragata de vapor USS Merrimack fue hundida por los federales. Cuando los confederados la reconstruyeron bajo la supervisión del capitán francés Forrest, el nuevo buque se llamó Virginia. El casco del buque tenía cuatro pulgadas (102 mm) de espesor de hierro cubierta por ambos lados. Estaba  armado con diez cañones, uno de ánima rayada de 7 pulgadas en la proa y otro en la popa, y 3 cañones Dahlgren de (9") de ánima lisa y 1 obús de 12 libras a cada costado.
Cuando los unionistas incendiaron el USS Merrimack en su retirada de Norfolk y Portsmouth en 1861, apenas podían imaginar que el Merrimack sería reflotado y convertido en el primer buque blindado de la armada confederada. El Merrimack fue reconstruido en los astilleros Gosport de Portsmouth, en el primer dique seco del país, con un recubrimiento de planchas de hierro y una estructura reducida extraída de su viejo casco quemado. Fue rehabilitado bajo el nombre de CSS Virginia el 17 de febrero de 1862. Previendo que el blindaje de hierro haría inefectivo el fuego de artillería, el diseñador del Virginia dotó al barco de un espolón, un arma más propia de las galeras de la antigüedad y desconocida en los barcos contemporáneos. A pesar de los grandes esfuerzos para terminarlo, el Virginia aún llevaba obreros a bordo en plena navegación y fue puesto en servicio sin las acostumbradas pruebas de mar y sin entrenamiento. Cuando el Estado de Virginia se separó de la Unión en 1861, una de las más importantes bases militares federales, el astillero Gosport (actual Astillero Naval de Norfolk, en Portsmouth, Virginia), se veía amenazado por la gran probabilidad de que cayera en manos de las fuerzas confederadas. En consecuencia, una orden fue enviada para destruir la base antes que permitir que cayera en manos confederadas. Aunque se esforzaron en lograr el cometido, los federales no lograron su objetivo. Sólo la fragata de vapor USS Merrimack fue hundida por los federales. Cuando los confederados la reconstruyeron bajo la supervisión del capitán French Forrest, el nuevo buque se llamó Virginia. El casco del buque tenía cuatro pulgadas (102 mm) de espesor de hierro cubierta por ambos lados. Estaba armado con diez cañones, uno de ánima rayada de 7 pulgadas en la proa y otro en la popa, y 3 cañones Dahlgren de (9") de ánima lisa y 1 obús de 12 libras a cada costado. Echado a pique por su tripulación en el combate de Hampton Roads.

## 8 de marzo de 1862 — elVirginiagolpea a los navíos de madera de la Unión

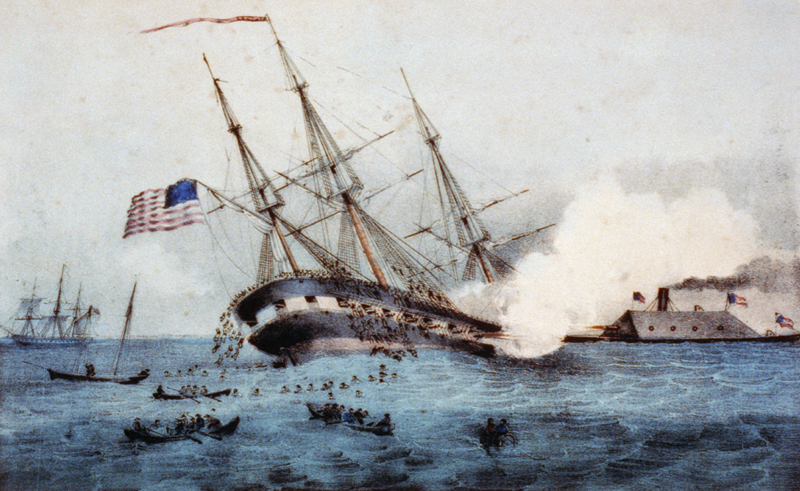
El CSS Virginia (al fondo, a la derecha) embiste con su espolón y manda a pique al USS Cumberland (navío en primer plano).

El combate empezó cuando el algo desproporcionado blindado confederado rebautizado CSS Virginia zarpó con rumbo a Hampton Roads en la mañana del 8 de marzo de 1862 tratando de romper el bloqueo de la Unión.

### 9 de marzo de 1862 — elMonitortraba combate con elVirginia

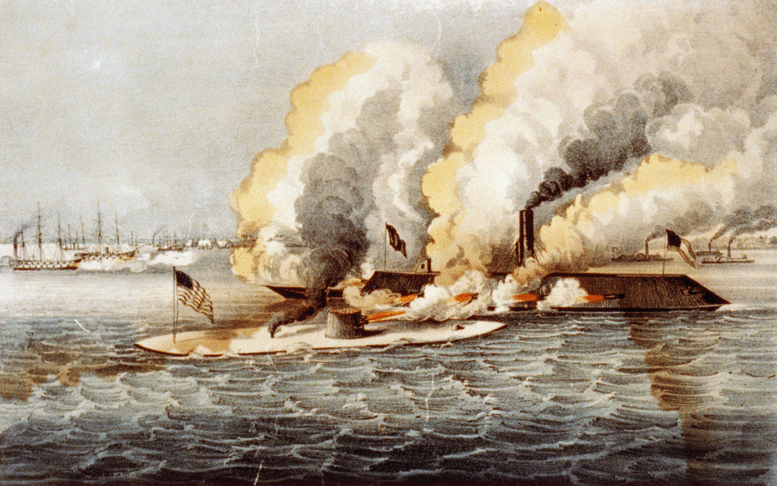
Litografía coloreada que muestra a los dos acorazados en combate. El USS Monitor aparece en primer plano.

A la mañana siguiente, el 9 de marzo de 1862, tras someterse a reparaciones, el Virginia volvió para acabar con el Minnesota que se encontraba encallado.

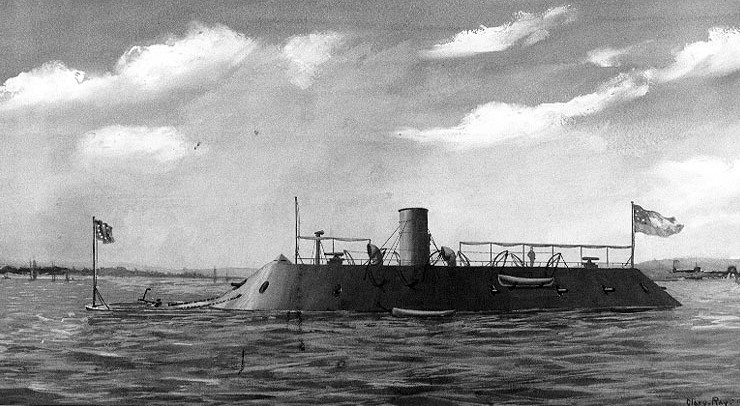
CSS Virginia

### Primavera de 1862 — empate en Hampton Roads
Los dos meses siguientes, el Virginia llevó a cabo varias incursiones en Hampton Roads con el objetivo de empujar al Monitor a un combate abierto. La mayor parte de los días el Virginia siguió el curso del río Elizabeth hasta las fortalezas confederadas de la isla Craney o Sewell's Point. En la otra orilla de Hampton Roads, el Monitor y gran cantidad de buques de la Unión esperaban a cualquier barco confederado que se aventurase hacia Fort Monroe.
En la retirada de Norfolk y Portsmouth, el 10 de mayo de 1862, la tripulación del Virginia no tuvo alternativa. El comandante Josiah Tattnall comprendió que su barco tenía demasiado calado como para poder remontar el río James hasta Richmond y que tampoco había posibilidad de escapar de Hampton Roads burlando a la flota de la Unión que estaba apostada frente a Fort Monroe a la expectativa de un intento semejante.

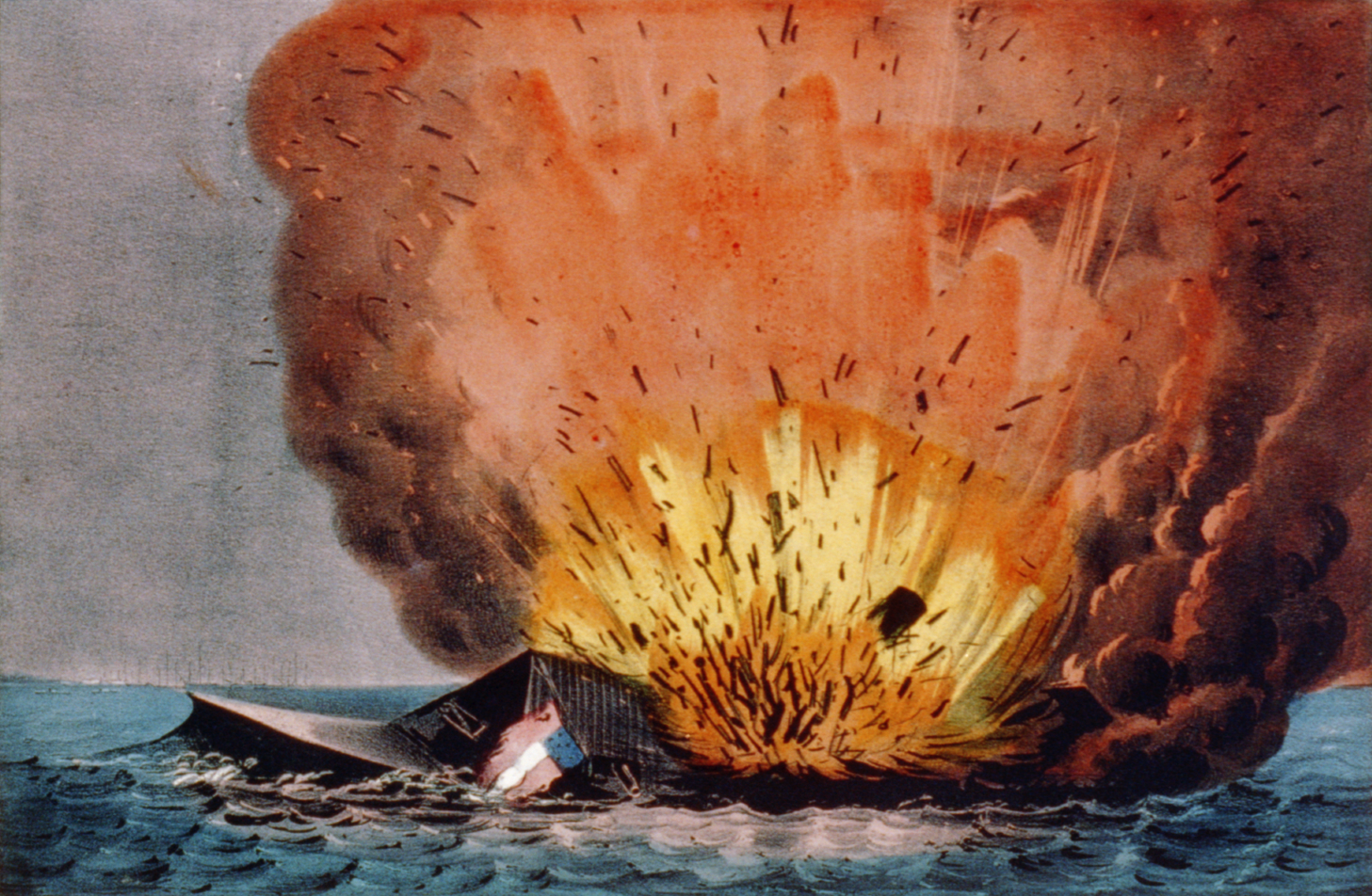
Destrucción del Virginia.

Para evitar caer en manos enemigas, en las primeras horas del 11 de mayo de 1862, Tattnall ordenó encallar al Virginia en la isla Craney e incendiarlo. Después de una hora ardiendo violentamente, las llamas alcanzaron el pañol de municiones y el buque quedó destruido en medio de una gran explosión.

## El CSS Virginia en la actualidad
Después de la batalla de Hampton Roads, ninguno de ambos navíos desempeñó un papel importante en la guerra y ninguno volvió a combatir después de 1862.
El CSS Virginia fue el único barco de su clase y tuvo una vida corta previa a su destrucción. Cuando los confederados se retiraron de los astilleros Gosport en mayo de 1862, el Virginia resultó tener demasiado calado para la navegación del río James. Para evitar su captura, el barco fue destruido por su propia tripulación frente a la isla Craney el 11 de mayo de 1862. Más de diez años después del cese de las hostilidades, el 30 de mayo de 1876, los restos del Virginia se transportaron a los astilleros de Portsmouth donde se desguazaron.
Partes del Virginia, incluyendo su coraza, ancla y cañones se exhibieron durante años en los astilleros navales de Norfolk, en Portsmouth, y en el Mariner's Museum, en Newport News (Virginia). El ancla del Virginia se encuentra en los jardines del Museo de la Confederación, creado en Richmond (Virginia) en 1890.

## Nombres históricos: Merrimack, Virginia, Merrimac
El nombre del buque de guerra que sirvió a la Confederación en la famosa batalla de Hampton Roads ha generado una gran confusión, que continúa hasta el día de hoy. Cuando estuvo bajo el mando de la Armada de los Estados Unidos en 1856, su nombre fue Merrimack, con «k». El nombre deriva del río Merrimack, cerca de donde fue construido. Fue el segundo buque de la Armada de los Estados Unidos, que lleva el nombre del río Merrimack, que está formado por el empalme de los ríos Pemigewasset y Winnipesaukee en Franklin, Nuevo Hampshire. El Merrimack corre hacia el sur a través de Nuevo Hampshire, y luego hacia el este a través del noreste de Massachusetts antes de desembocar en el Atlántico en Newburyport, Massachusetts.
La Armada de los Estados Confederados lo bautizó como Virginia al ponerlo en servicio, tras su reflote, restauración y equipamiento como un buque de guerra blindado. Pero la Unión continuó llamando al blindado confederado tanto por su nombre original, Merrimack, como con el apodo de "El monstruo rebelde"; quizás debido a que la Unión ganó la guerra, la historia de los Estados Unidos generalmente relata la versión de los hechos desde el punto de vista de la Unión. Tras la batalla de Hampton Roads, los nombres de Virginia y Merrimack fueron igualmente utilizados por ambos bandos, como lo atestiguan diversos periódicos y cartas de la época. Los reportes de la Armada y los historiadores del siglo XIX con frecuencia escriben erróneamente el nombre como «Merrimac», que en realidad es otro navío. De ahí «la batalla del Monitor y el Merrimac». Ambas formas aún se emplean en la zona de Hampton Roads.